# Krzysztof Zuba
Krzysztof Zuba – polski historyk, politolog, dr hab. nauk humanistycznych, profesor Instytutu Nauk o Polityce i Administracji Wydziału Nauk o Polityce i Komunikacji Społecznej Uniwersytetu Opolskiego, profesor nadzwyczajny Instytutu Studiów Społecznych Państwowej Wyższej Szkoły Zawodowej w Raciborzu.

## Życiorys
W 1993 ukończył studia historyczne w Wyższej Szkole Pedagogicznej w Opolu, a w 1995 studia politologii na Uniwersytecie Opolskim, 10 czerwca 1999 obronił pracę doktorską Ruch obywatelski na Śląsku Opolskim w pierwszym okresie transformacji (1989 - 1991), 28 września 2007 habilitował się na podstawie pracy zatytułowanej Polski eurosceptycyzm i eurorealizm. 12 października 2016 nadano mu tytuł profesora w zakresie nauk społecznych.
Jest profesorem uczelni Instytutu Nauk o Polityce i Administracji Wydziału Nauk o Polityce i Komunikacji Społecznej Uniwersytetu Opolskiego i profesorem nadzwyczajnym Instytutu Studiów Społecznych Państwowej Wyższej Szkoły Zawodowej w Raciborzu.